# 福田己津央
福田 己津央（ふくだ みつお、1960年10月28日 - ）は、日本のアニメ監督、脚本家、演出家。かつては福田 満夫およびふくだ みつお名義で活動していた。栃木県出身。

## 略歴
早稲田高等学校出身。在学中は漫画研究会に所属。高校卒業後、1979年に日本サンライズ（現・バンダイナムコフィルムワークス）に19歳で入社。
OVA『新世紀GPXサイバーフォーミュラSAGA』において、家庭内での仕事についての話し相手だった妻の両澤千晶を脚本家に抜擢し、以降は自らの監督作品でほぼ一括してシリーズ構成を両澤に任せている（両澤の脚本の仕事も記録にあるものでは、夫の福田が監督した作品にほぼ限られている）。
主な作品はテレビアニメ『新世紀GPXサイバーフォーミュラ』『GEAR戦士電童』『機動戦士ガンダムSEED』シリーズなど。演出に転じた『ドラグナー』以降はフリーの立場ではあるが、他社の作品への参加は非常に少なく、大半はサンライズ作品に参加している。サンライズのプロデューサー出身でサンライズ元社長・元会長の吉井孝幸や、サンライズのプロデューサー出身の古里尚丈とは関係が深く、キャリアの多くは彼らの担当した作品やシリーズへの参加である。また、前述したように参加作品のほとんどが福田の監督作品に限られる両澤が唯一、福田が監督ではない作品として参加した『星方武侠アウトロースター』では、古里がプロデューサーを務めている。

## 神田武幸の弟子として
『機甲戦記ドラグナー』などの監督を務めた神田武幸を、師と仰いでいる。自身は『ドラグナー』に演出などで参加していたことから、『ガンダムSEED』シリーズには原典『機動戦士ガンダム』をはじめとした宇宙世紀作品へのリスペクトやオマージュだけでなく、『ドラグナー』の要素（ネタ）も盛り込んでいる。特に、『機動戦士ガンダムSEED FREEDOM』には『ドラグナー』最終話と同様のカット割りすら盛り込んで演出したうえ、『ドラグナー』についても「決して当たった作品ではないが、スタッフ全員で良くしようと頑張った作品なので、思いは強い」との旨を、インタビューにて明かしている。

## 嗜好
かつて特撮ヒーローや漫画『バリバリ伝説』などの影響でバイク好きとなった以降、2024年現在でも移動には基本的にバイクを使っており、愛車はホンダ製だという。こういったことからも、『機動戦士ガンダムSEED FREEDOM』の劇中にはホンダによる協力のもと、同社のゴールドウイングとホーク11を登場させている。

## 参加作品

### テレビアニメ
- 無敵ロボ トライダーG7（1980年）設定制作[注釈 1]
- 最強ロボ ダイオージャ（1981年）設定制作
- 超力ロボ ガラット（1984年）設定制作[注釈 1]
- ダーティペア（1985年）設定制作[注釈 1]
- 機甲戦記ドラグナー（1987年）ストーリーボード、演出[注釈 1]
- 魔神英雄伝ワタル（1988年）ストーリーボード[注釈 1]、演出[注釈 1]
- 魔動王グランゾート（1989年）ストーリーボード[注釈 1]、演出[注釈 1]
- 勇者エクスカイザー（1990年）演出チーフ[注釈 1]、ストーリーボード[注釈 2]、演出[注釈 2]
- 新世紀GPXサイバーフォーミュラ（1991年）監督、演出、ストーリーボード
- 伝説の勇者ダ・ガーン（1992年）絵コンテ[注釈 2]、演出
- 機動戦士Vガンダム（1993年）絵コンテ
- 獣戦士ガルキーバ（1995年）絵コンテ
- GEAR戦士電童（2000年）総監督、絵コンテ、演出
- 激闘!クラッシュギアTURBO（2001年）3Dチーフ演出　3D演出、絵コンテ[5]
- 機動戦士ガンダムSEED（2002年）監督、演出、絵コンテ
  - 機動戦士ガンダムSEEDスペシャルエディション（2004年）監督、演出、絵コンテ
  - 機動戦士ガンダムSEED HDリマスター（2012年）監督、演出、絵コンテ、原画(ノンクレジット)
- 機動戦士ガンダムSEED DESTINY（2004年）監督、演出、絵コンテ
  - 機動戦士ガンダムSEED DESTINYスペシャルエディション（2006年-2007年）監督、演出、絵コンテ
  - 機動戦士ガンダムSEED DESTINY HDリマスター（2013年）監督、演出、絵コンテ
- クロスアンジュ 天使と竜の輪舞（2014年）クリエイティブプロデューサー、絵コンテ、演出、メカニカル演出
- セスタス -The Roman Fighter-（2021年）絵コンテ（第10話）
- グレンダイザーU（2024年）総監督[6]

### 映画
- 機動戦士ガンダムSEED FREEDOM（2024年）監督、脚本[7]

### OVA
- 新世紀GPXサイバーフォーミュラ 11（1992年）監督、ストーリー原案、脚本、絵コンテ、演出
- 新世紀GPXサイバーフォーミュラ ZERO（1994年）総監督、ストーリー原案、脚本、絵コンテ、演出
- プライベート・アイ・ドル（1995年）監督
- 機動戦士ガンダム 第08MS小隊（1996年）プロモ絵コンテ
- 新海底軍艦（1996年）監督、絵コンテ
- 新世紀GPXサイバーフォーミュラEARLYDAYS RENEWAL（1996年）監督、脚本、演出
- 新世紀GPXサイバーフォーミュラSAGA（1996年）総監督、ストーリー原案、絵コンテ、演出
- 新世紀GPXサイバーフォーミュラSIN（1998年）総監督、ストーリー原案、ストーリーボード、演出
- 武装神姫 MOON ANGEL - OP Animation Staff（映像監修・コンテ）

### Webアニメ
- 愛姫アニメーション（2019年 - 2021年）監督、脚本、演出
- 無限の住人-IMMORTAL-（2019年）絵コンテ
- ガンダムビルドダイバーズRe:RISE（2020年）
- ガンダムビルドリアル（2021年）アクション絵コンテ

### ゲーム
- 武装神姫 BATTLE MASTERS Mk.2（2011年）オープニング絵コンテ、オープニング監修